# Pismo Majów

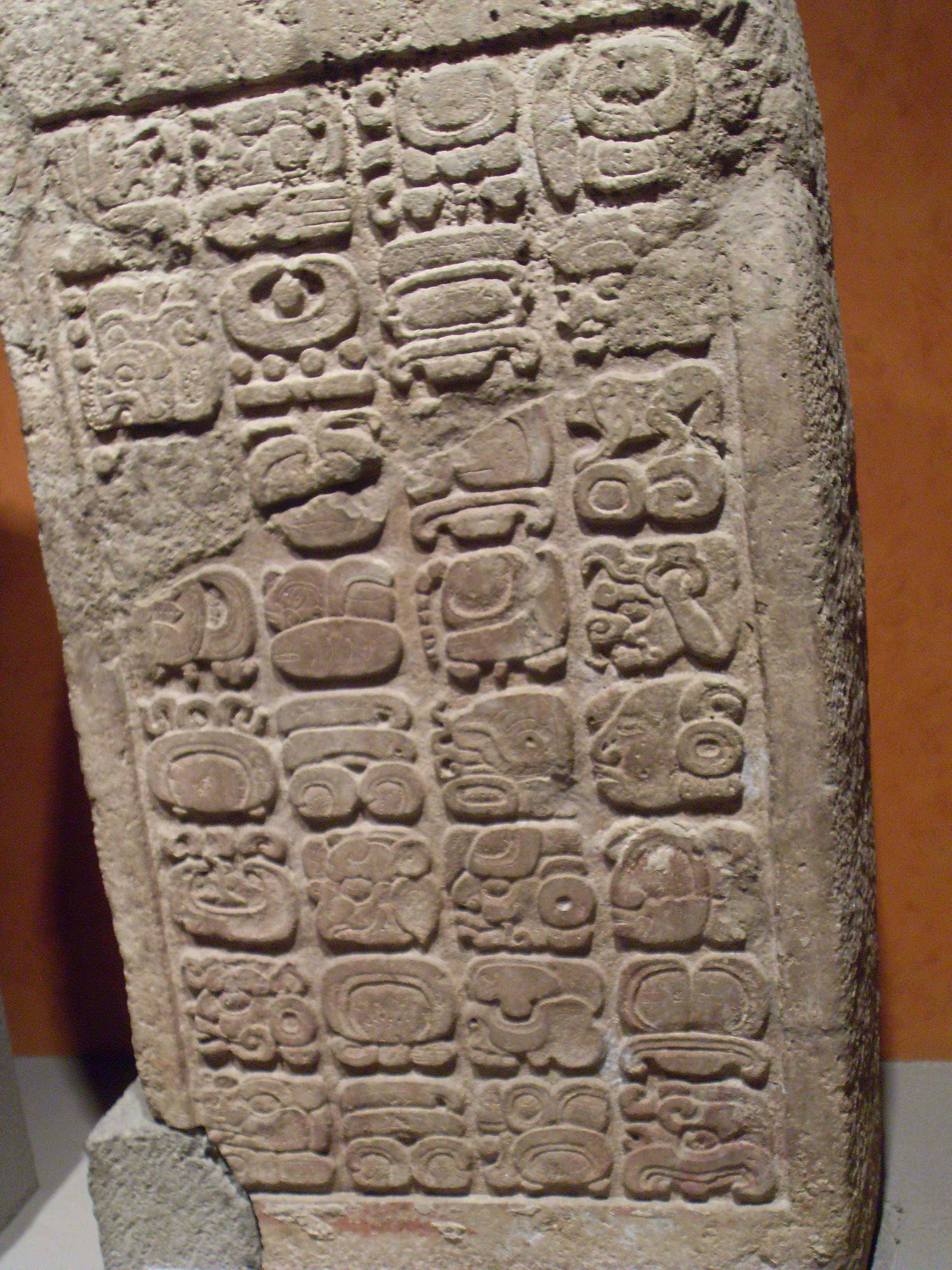
Stela zapisana glifami Majów

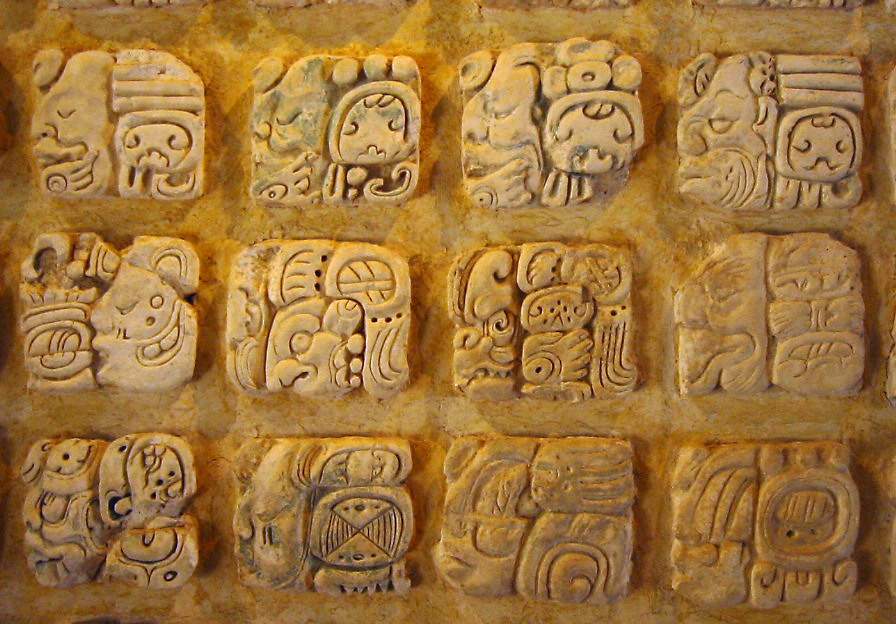
Glify Majów wykonane w stiuku z Palenque

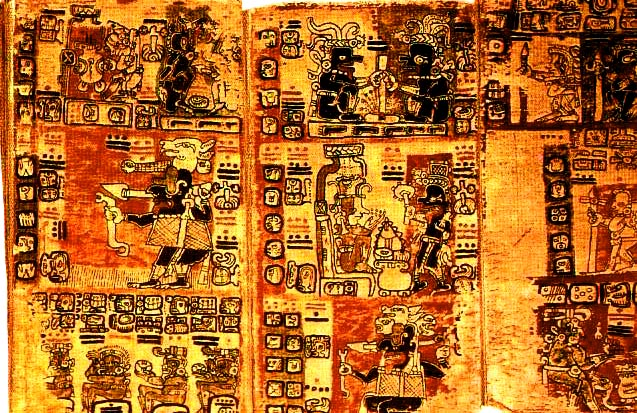
Kodeks Majów

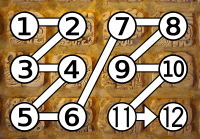
Kierunek czytania pisma Majów

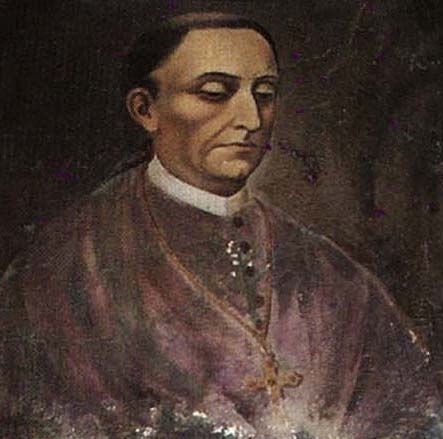
Diego de Landa

Majowie pisali używając znaków wyrażających nie tylko dźwięki, ale przede wszystkim pojęcia (podobnie, jak obrazki w rebusach). Z chwilą, w której znaczenie tych symboli poszło w niepamięć, pismo Majów stało się szyfrem prawie niemożliwym do odczytania, tym bardziej, że po wielu wiekach znaki, ulegając licznym przemianom, przestały być podobne do przedmiotów, jakie pierwotnie wyobrażały. Ewoluowało ono powoli od zapisu hieroglificznego poprzez zapis sylabiczny w kierunku zapisu głoskowego.
Przez pewien czas za majański odpowiednik kamienia z Rosetty uważano zapiski biskupa Diego de Landy, który w swoim dziele Relación de las cosas de Yucatán podał zestaw znaków uważany przezeń za alfabet Majów (tzw. „alfabet Landy”). Obecnie wiadomo jednak, że notatki de Landy dotyczące majańskiego pisma były w dużej mierze błędne, dlatego przez dziesięciolecia - poczynając od XIX wieku, prace nad odczytaniem pisma Majów nie przynosiły efektów. Przełomu dokonał rosyjski badacz -  Jurij Knorozow  dopiero na początku lat 50. XX wieku. Obecnie mimo tego, że nie potrafimy odczytać niektórych glifów, to jesteśmy w stanie zrozumieć prawie 80% tekstu.
Majowie mieli bogate pismo hieroglificzne, którego znaki przedstawiały między innymi: przedmioty, zwierzęta, bogów. Prostsze znaki służyły do wyrażania przysłówków i przyimków. Ustawiając je odpowiednio, pisarze zapisywali krótkie zdania. Zapisywali oni ruchy gwiazd, ważne daty, imiona bogów, przepowiednie kapłanów. W ich tekstach można przeczytać o sojuszach, wojnach, małżeństwach między rodami królewskimi, datach śmierci i narodzin. Święte pismo Majów stało się elementem ozdobnym. Litery wykuwano na płytach kamiennych, ołtarzach, schodach itp. Pismem ozdabiano też biżuterię, muszle, kości, wyroby garncarskie, drewniane sufity czy też ściany.
W 2006 roku archeologowie ogłosili, że próbka pisma odkryta w San Bartolo (północno-wschodnia Gwatemala) jest wyraźnym dowodem na to, że Majowie pisali ponad 2300 lat temu. To kilkaset lat wcześniej niż dotychczas sądzono i 600 lat przed okresem klasycznym cywilizacji, gdy dający się odczytać system pisma wszedł w powszechne użycie.

## Zobacz
- Kodeks drezdeński (Majowie)
- Kodeks Grolier
- Kodeks madrycki
- Kodeks paryski